# 俄羅斯麝鼴屬
俄羅斯麝鼴（俄語： vykhukhol'）是俄羅斯麝鼴屬的唯一物種，屬於鼴科的半水生哺乳綱動物。鼴科舊屬食蟲目，現時屬於真獸下綱勞亞獸總目的真盲缺目。
本物種棲息於俄羅斯、烏克蘭及哈薩克斯坦的伏爾加河、頓河及烏拉爾河的盆地。牠們會在緩慢流動的小溪和池塘的岸邊挖洞穴，但偏好在擠逼的小池塘，因為有豐富的昆蟲、螯蝦和兩棲動物以供食用。牠們一般以兩到五隻動物的小組居住，之間有一套複雜（但未為生物家研究）的溝通系統及原始社會系統。
與俄羅斯麝鼴屬同樣屬於俄羅斯麝鼴族的動物尚有鼬鼴屬的比利牛斯鼬鼴，兩者皆為單系群。儘管麝鼴的外貌跟麝鼠很相似，但麝鼠其實是靈長總目齧齒目的物種，跟屬於勞亞獸總目真盲缺目的麝鼴相去甚遠。

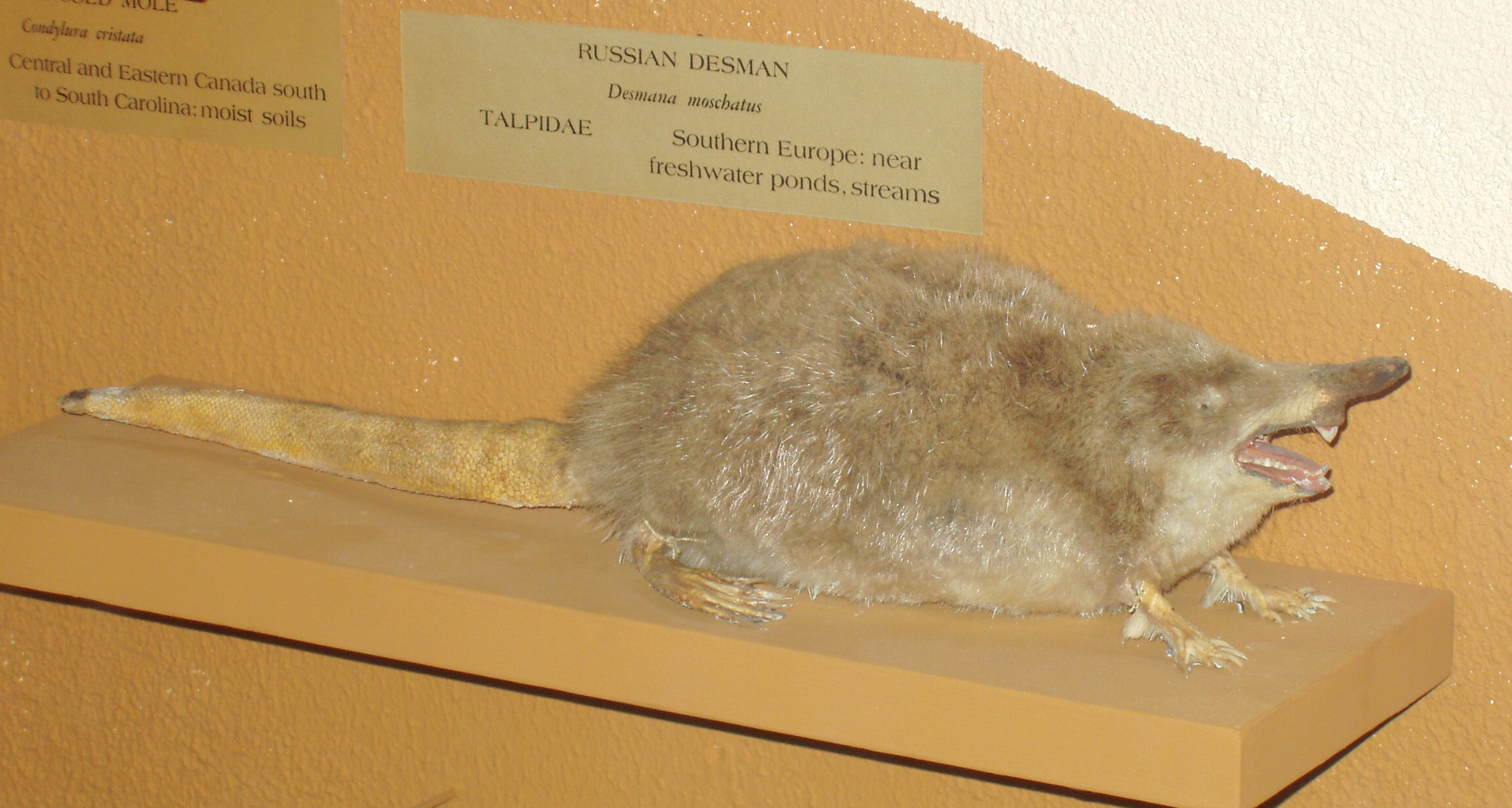
Desmana moschata

由於其毛皮過往被用來製作皮革製品，本物種過往經常被大量獵殺。即使現時根據俄國法律被列為受保護物種，但其棲息地早已因為開發農地、水污染、非法網漁及外來物種的引入等各種原因而被大量破壞，令其數目持續下跌。根據1970年代中期的估算，當時野外還有七萬隻，但到了2004年已減半至35,000隻。

## 下属物种
本属包括以下物种：
- Desmana inflata Rümke, 1985
- Desmana kowalskae Rümke, 1985
- Desmana marci Minwer-Barakat, García-Alix, Martín-Suárez & Freudenthal, 2020
- 俄羅斯麝鼴 Desmana moschata (Linnaeus, 1758)
- Desmana nehringi Kormos, 1913
- Desmana thermalis Kormos, 1930
- Desmana verestchagini (Topachevski, 1961)
- Desmana vinea Storch, 1978

归入本属的物种：
- Mygale arvernensis Pomel, 1848

## 外部連結
- ARKive - images and movies of the Russian desman (Desmana moschata)